# Sam Edwards
Sam Edwards est un acteur américain né le 26 mai 1915 à Macon, en Géorgie (États-Unis), décédé le 28 juillet 2004 à Durango (Colorado).

## Filmographie
- 1940 : East Side Kids : Pete - Danny's Gang Member
- 1942 : Captain Midnight : Chuck Ramsey
- 1942 : Rubber Racketeers : Freddy Dale
- 1942 : Bambi : Adult Thumper (voix)
- 1943 : The Little Broadcast de George Pal : (voix)
- 1948 : La Dernière Rafale (The Street with No Name) : Whitey
- 1948 : Haute Pègre (Larceny) : YAA President
- 1948 : La Comtesse de Monte-Cristo (en) (The Countess of Monte Cristo) : Bellhop
- 1949 : Un homme de fer (Twelve O'Clock High) : Lt. Birdwell (918th Bomb Group pilot)
- 1950 : The Sun Sets at Dawn : Reporter, Herald
- 1950 : Gare au percepteur (The Jackpot) : Parking Lot Attendant
- 1951 : Opération dans le Pacifique (Operation Pacific) : Junior
- 1951 : Les Diables de Guadalcanal (Flying Leathernecks) : Junior
- 1954 : Témoin de ce meurtre (Witness to Murder) : Tommy, Drug Store Counterman
- 1955 : Le Tigre du ciel (The McConnell Story) : Radio Man
- 1956 : Le Temps de la colère (Between Heaven and Hell) : Soames
- 1958 : L'Or du Hollandais (The Badlanders) : Crazy
- 1958 : La Dernière Torpille (Torpedo Run) : Sub Radio Operator
- 1958 : La Révolte est pour minuit (Revolt in the Big House) : Al
- 1960 : The Beatniks : Red
- 1960 : Full Circle (série télévisée) : Deputy (1960)
- 1963 : Pas de lauriers pour les tueurs (The Prize) : Reporter
- 1968 : Bullitt de Peter Yates : Voice
- 1968 : Les Mystères de l'Ouest (The Wild Wild West), (série TV) - Saison 3 épisode 20, La Nuit de la Mort masquée (The Night of the Death Masks), de Mike Moder : Station Master
- 1969 : Dragnet 1966 (TV) : Rodman
- 1969 : Hello, Dolly ! : Laborer
- 1969 : Le Virginien saison 8 épisode 13 (A woman of stone) : Frazee
- 1970 : Attaque au Cheyenne Club (The Cheyenne Social Club) : Man in Saloon
- 1970 : Suppose They Gave a War and Nobody Came? : Deputy Sam
- 1971 : Scandalous John : Bald head
- 1971 : In Broad Daylight (TV) : Cunningham
- 1971 : The Death of Me Yet (TV) : Jerry
- 1973 : Set This Town on Fire (TV) : Motel Manager
- 1973 : Chase (TV)
- 1974 : Hog Wild (TV) : Farmer
- 1974 : These Are the Days (série télévisée) (voix)
- 1974 : Hurricane (TV) : Del Travis
- 1974 : Hit Lady (TV) : Innkeeper
- 1975 : La Montagne ensorcelée (Escape to Witch Mountain) : Mate
- 1976 : Flight of the Grey Wolf (TV) : Amsel
- 1976 : Les Nouvelles filles de Joshua Cabe (The New Daughters of Joshua Cabe) (TV)
- 1977 : Incredible Rocky Mountain Race (TV) : Milford Petrie
- 1978 : Just Me and You (TV)
- de 1978 à 1983 : La Petite Maison dans la prairie (The House on the Prairie) (série télévisée) saison 5, épisode 4 (Un gros (The Man Inside) ) : le postier + saison 6, épisode 12 (Ne coupez pas (Crossed Connections) ) : Bill Anderson + saison 8, épisode 7 (Black Jake (The Legend of Black Jake) ) : Anderson + saison 8, épisode 17 (A l'épreuve de la vie (1/2) (Days of Sunshine, Days of Shadow: Part 1) ) : Mr. Anderson + saison 9, épisode 3 (Bienvenue à Olesonville (Welcome To Olesonville) ) : Mr. Anderson + saison 9, épisode 5 (Les histoires les plus courtes… (Little Lou) ) : Mr. Anderson + saison 9, épisode 14 (Les Grands Frères (The Older Brothers) ) : Mr. Anderson
- 1979 : Mark Twain: Beneath the Laughter (TV) : Bixby
- 1980 : Shérif, fais-moi peur (série TV) : Les Voleurs de chevaux (Saison 2 - Episode 3) : Track Steward
- 1981 : Le facteur sonne toujours deux fois (The Postman Always Rings Twice) : Ticket Clerk